# 桑折警察署
桑折警察署（こおりけいさつしょ）は、かつて存在した福島県警察の警察署。

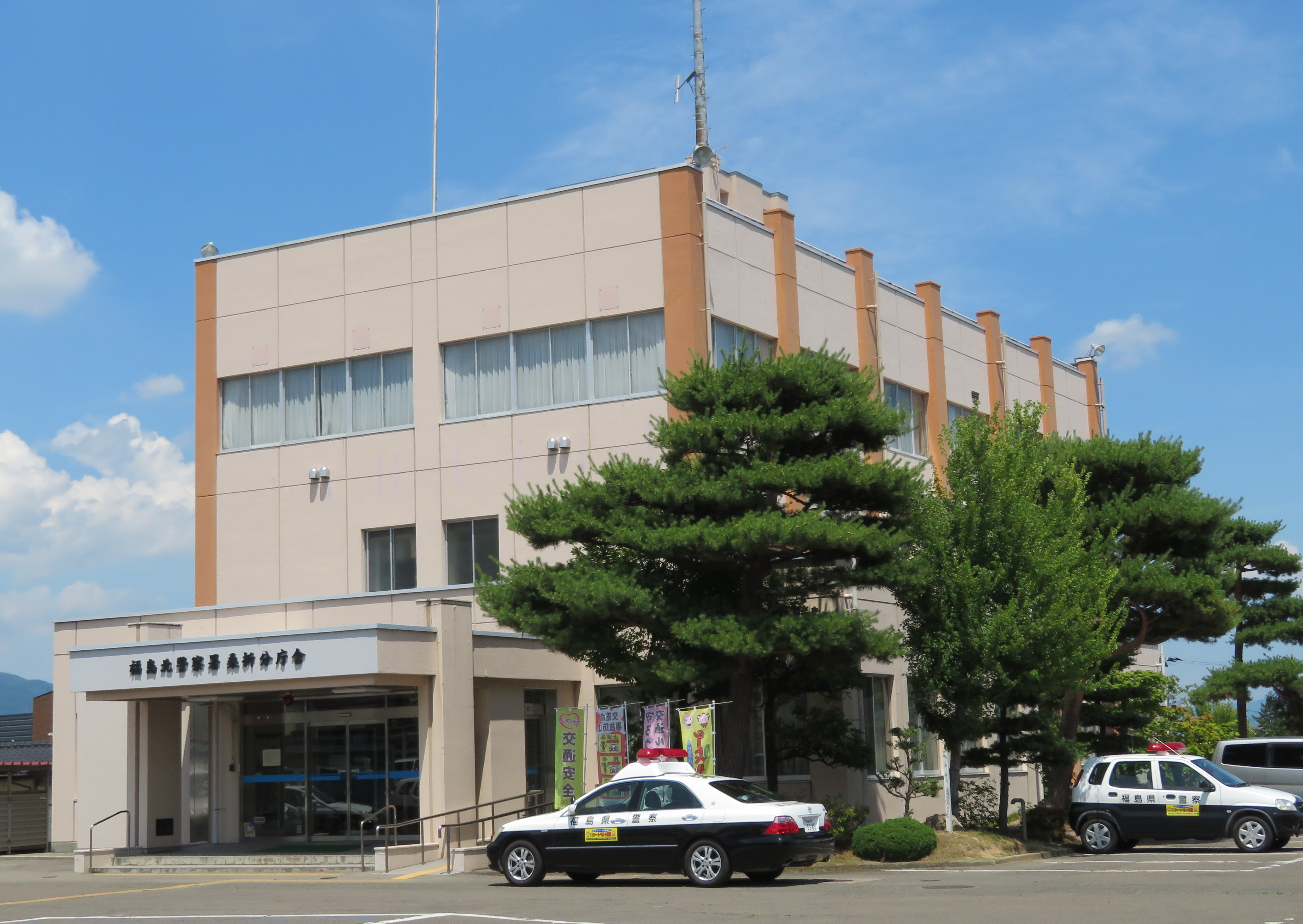
桑折分庁舎

2010年4月1日より組織変更にともない、福島北警察署桑折分庁舎（ふくしまきたけいさつしょこおりぶんちょうしゃ）となった。

## 所在地
- 住所：福島県伊達郡桑折町大字谷地字形土15-2

## 管轄区域
- 伊達郡桑折町、国見町

## 沿革
- 1874年 - 保原警察署分署として設置
- 時期不詳 - 伊達警察署と改称
- 時期不詳 - 桑折警察署と改称
- 時期不詳 - 桑折警部補派出所と改称
- 時期不詳 - 桑折地区警察署と改称
- 1954年7月 - 警察法改正により福島県警察が発足したことに伴い、福島県桑折警察署に改称
- 1975年4月 - 現在地に新築移転
- 2010年4月1日 - 福島北警察署の桑折分庁舎に組織変更[1]

## 組織
- 所長（警視）
- 課長代理（警部）
  - 総務係
  - 生活安全係
  - 地域係
  - 捜査係
  - 交通係

## 駐在所
（）の中は所在地。
- 伊達崎駐在所（桑折町大字下郡）
- 大木戸駐在所（国見町大字高城）
- 藤田駐在所（国見町大字藤田）